# 태국의 지리

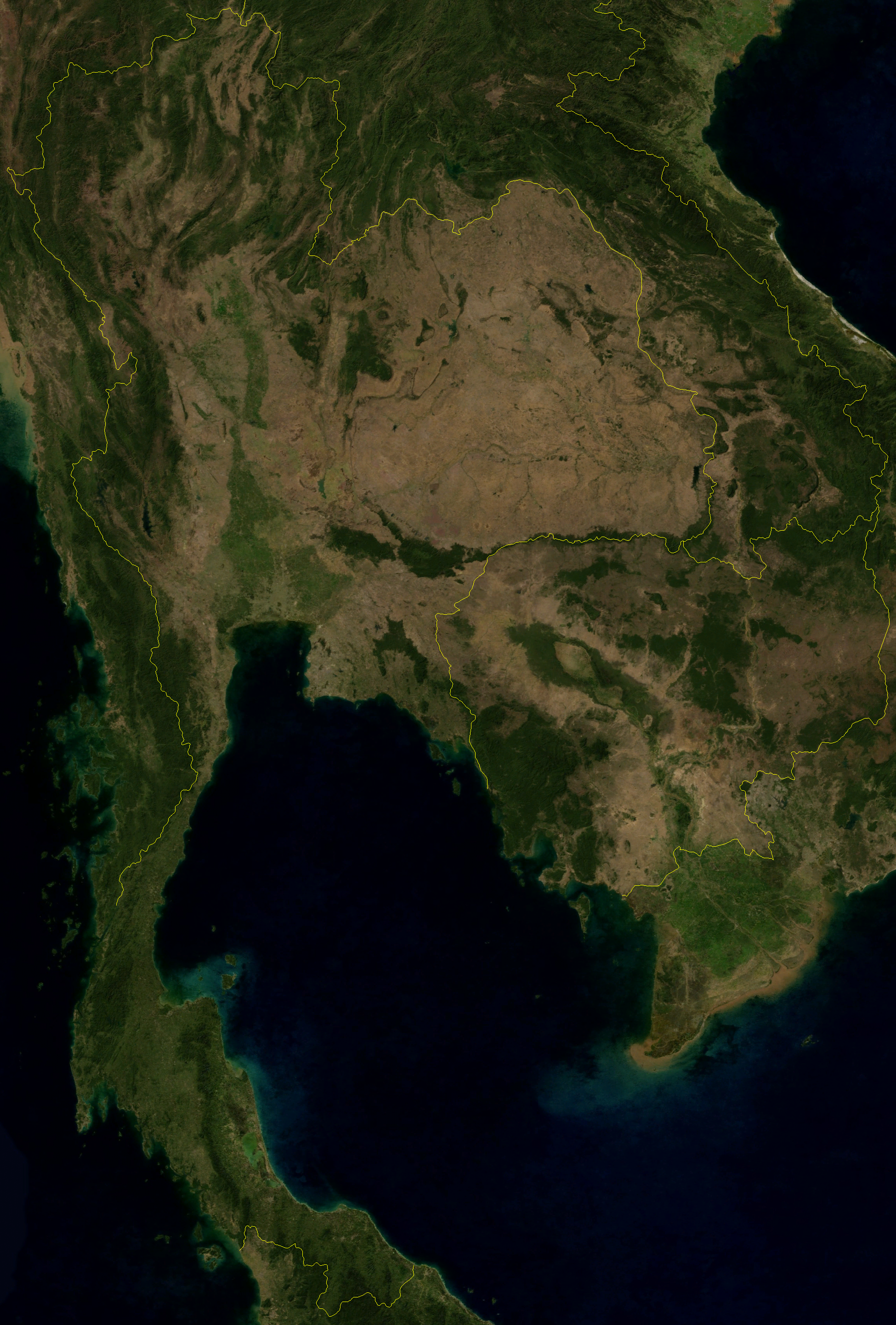

태국은 동남아시아 대륙의 중심부에 위치해 있다. 총 면적은 513,120km2로서, 세계에서 50번째로 크다. 299,397 km2 면적의 배타적 경제 수역이 위치해 있다.

## 기후
동남아시아의 다른 여러 나라와 마찬가지로 열대몬순 지대에 속한다. 수도 방콕의 가장 더운 4월의 평균 기온이 25.9ºC이며 가장 시원한 12월의 평균 기온은 25.3ºC이다. 연교차는 4.2ºC이다. 이러한 단조로운 기후에 변화를 가져오는 것이 몬순이다. 5월부터 10월까지는 남서몬순이 부는 우기로, 연간 강우량의 거의 전부가 이 시기에 쏠린다. 11월부터 4월까지는 동북몬순이 불어 아시아 대륙의 건조한 대기의 영향을 받아 건조기가 된다.
| 태국의 기후                                              |              |              |    |    |    |     |     |     |     |     |     |     |     |    |
| 월:                                                      | 월:          | 월:          | 1  | 2  | 3  | 4   | 5   | 6   | 7   | 8   | 9   | 10  | 11  | 12 |
| 치앙마이                                                 | 최고평균온도 | 최고평균온도 | 29 | 32 | 34 | 36  | 34  | 32  | 31  | 31  | 31  | 31  | 30  | 28 |
| 치앙마이                                                 | 최저평균온도 | 최저평균온도 | 13 | 14 | 17 | 22  | 23  | 23  | 23  | 23  | 23  | 21  | 19  | 15 |
| 치앙마이                                                 |              | 시간/일      | 9  | 10 | 9  | 9   | 8   | 6   | 5   | 4   | 6   | 7   | 8   | 9  |
| 치앙마이                                                 |              | mm/월        | 7  | 11 | 15 | 50  | 140 | 155 | 190 | 220 | 290 | 125 | 40  | 10 |
| 치앙마이                                                 | 일/월        | 1            | 1  | 2  | 5  | 12  | 16  | 18  | 21  | 18  | 10  | 4   | 1   |    |
| 푸켓                                                     | 최고평균온도 | 최고평균온도 | 31 | 32 | 33 | 33  | 31  | 31  | 31  | 31  | 30  | 31  | 31  | 31 |
| 푸켓                                                     | 최저평균온도 | 최저평균온도 | 23 | 23 | 24 | 25  | 25  | 25  | 25  | 24  | 24  | 24  | 24  | 24 |
| 푸켓                                                     |              | 시간/일      | 9  | 9  | 9  | 8   | 6   | 6   | 6   | 6   | 5   | 6   | 7   | 8  |
| 푸켓                                                     |              | mm/월        | 35 | 40 | 75 | 125 | 295 | 265 | 215 | 246 | 325 | 315 | 195 | 80 |
| 푸켓                                                     | 일/월        | 4            | 3  | 6  | 15 | 19  | 19  | 17  | 17  | 19  | 19  | 14  | 8   |    |
| 출처: "Saisons et climats 2003" Hachette ISBN 2012437990 |              |              |    |    |    |     |     |     |     |     |     |     |     |    |

## 같이 보기
- 이산 (태국)